# Mixibius sutirae
Espèce
Mixibius sutirae est une espèce de tardigrades de la famille des Hypsibiidae.

## Distribution
Cette espèce est endémique de Thaïlande. Elle se rencontre dans le parc national de Khao Yai.

## Description
Mixibius sutirae mesure de 230 à 252 µm.

## Étymologie
Cette espèce est nommée en l'honneur de Sutira Sindhusen.

## Publication originale
- Pilato, Binda & Lisi, 2004 : Notes on some tardigrades from Thailand, with descriptions of two new species. New Zealand Journal of Zoology, vol. 31, no 4, p. 319-325 (texte intégral).